# Fecioarele despletite
Fecioarele despletite este un roman scris de Hortensia Papadat-Bengescu și publicat pentru prima oară în anul 1925 de către Editura „Ancora”, S. Benvenisti & Co. din București. Împreună cu Concert din muzică de Bach, Drumul ascuns și Rădăcini formează  Ciclul Hallipilor, numit astfel după familia ai cărei reprezentanți se află în centrul acțiunii. Acestea sunt romane asociate adesea, conform gustului epocii interbelice, cu inovația proustiană.